# 1466 Mündleria
1466 Mündleria è un asteroide della fascia principale. Scoperto nel 1938, presenta un'orbita caratterizzata da un semiasse maggiore pari a 2,3775658 au e da un'eccentricità di 0,1565470, inclinata di 13,14736° rispetto all'eclittica.
L'asteroide è dedicato all'astronomo tedesco Max Mündler.